# Jersey Heritage
Le Jersey Heritage est une association indépendante dont le but est de protéger et de promouvoir le patrimoine historique et naturel de Jersey.
L’association est financée par une subvention annuelle des États de Jersey ainsi que par les droits d’entrée et quelques sponsors.

## Propriétés
- Archives de Jersey (Jersey Archive), Saint-Hélier

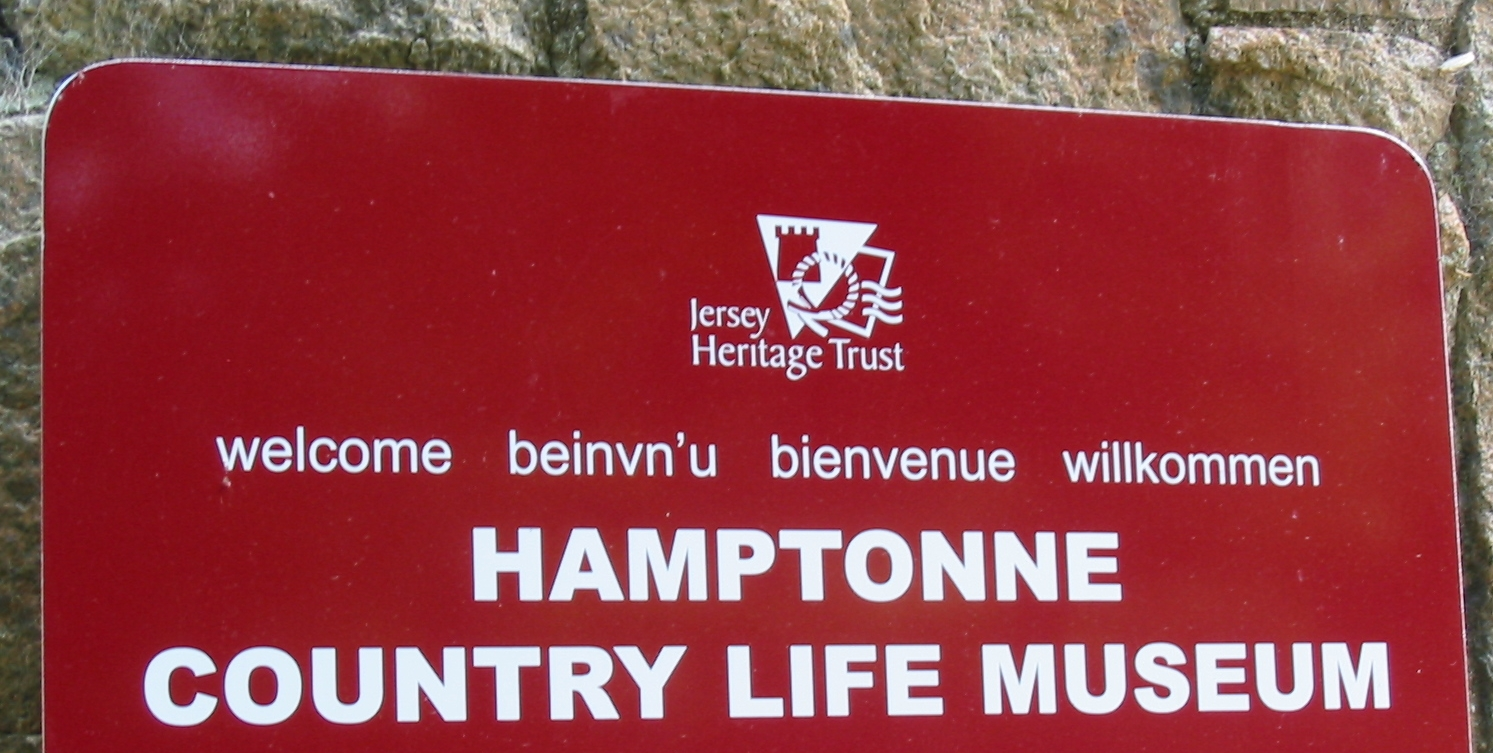
Panneau du Jersey Heritage Trust au musée de la vie rurale d'Hamptonne.

- Château de Mont-Orgueil (Mont-Orgueil Castle, Vièr Châté), Gouray
- Château Elizabeth (Elizabeth Castle, Châté Lîzabé), Saint-Hélier
- Galerie de la tapisserie de l'Occupation (Occupation Tapestry Gallery), Saint-Hélier
- La Hougue Bie, Grouville
- Musée et galerie d'art de Jersey (Jersey Museum and Art Gallery), Saint-Hélier
- Musée maritime de Jersey (Jersey Maritime Museum), Saint-Hélier
- Musée de la vie rurale d'Hamptonne (Hamptonne Country Life Museum, Musée d’la Vie d’la Campagne), Saint-Laurent

## Monuments de grand intérêt architectural, culturel et artistique

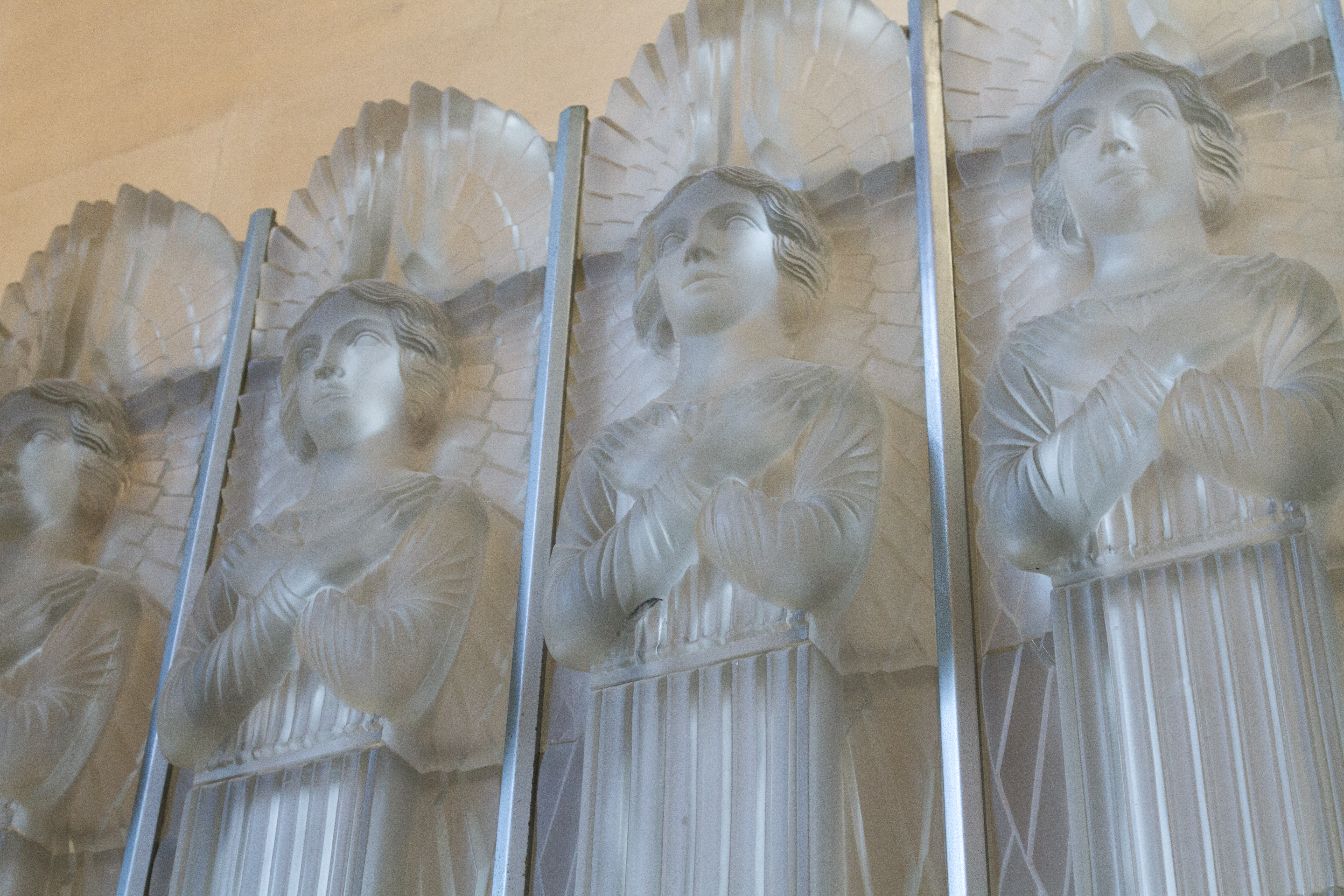
Chef-d'œuvre de René Lalique dans l'église Saint-Matthieu.

- Église Saint-Matthieu dans la paroisse de Saint-Laurent